# Pytho (geslacht)
Pytho is een geslacht van kevers uit de familie blauwe schorskevers (Pythidae).

## Soorten
- Pytho abieticola J. Sahlberg, 1875
- Pytho americanus Kirby, 1837
- Pytho depressus Linnaeus, 1767 (Glansschorskever)
- Pytho kolwensis C. Sahlberg, 1833
- Pytho niger Kirby, 1837
- Pytho nivalis Lewis, 1888
- Pytho planus Olivier, 1795
- Pytho seidlitzi Blair, 1925
- Pytho strictus LeConte, 1866